# Skjoldet
Skjoldet (Scutum) er et stjernebillede på den sydlige himmelkugle.